# Sofía Castañón
Sofía Fernández Castañón née, le 1er novembre 1983, est une femme politique espagnole membre de Podemos.
Elle est élue députée des Asturies lors des élections générales de décembre 2015.

## Biographie

### Vie privée
Sofía Castañón est mère d'un enfant. Laura, sa mère, est écrivaine.

### Profession
Elle réalise des études en philologie hispanique mais ne les achève pas. Parallèlement, elle se dédie à l'écriture de poésie et anime quelques émissions de radio au Cercle des Beaux-Arts de Madrid. Ayant collaboré avec la télévision de la principauté des Asturies, elle dirige son premier long-métrage en 2014 dans lequel elle interviewe vingt-et-une femmes nées entre 1974 et 1989 sur leurs liens avec la poésie, la critique et la diffusion de leur œuvre.

### Activités politiques
Elle est membre du conseil citoyen de Podemos de Gijón entre 2014 et 2017. À l'occasion des élections générales de décembre 2015, elle remporte les primaires internes et conduit la liste du parti dans la circonscription des Asturies. Remportant 132 984 voix et un peu plus de 21 % des suffrages exprimés, la liste remporte deux mandats. Élue au Congrès des députés avec son collègue Segundo González, elle siège à la commission de la Culture et à celle de l'Agriculture, de l'Alimentation et de l'Environnement. Elle est choisie comme porte-parole titulaire à la commission de l'Égalité.
Elle est réélue après la tenue du scrutin législatif anticipé de juin 2016 et confirmée dans ses responsabilités parlementaires. Elle devient, en outre, membre suppléante de la députation permanente. Lors de la 2e assemblée citoyenne de Podemos en février 2017, elle est élue au conseil citoyen national et est désigné secrétaire au féminisme et au LGBTI parmi la direction du parti.